# آدم درايفر
آدم درايفر (بالإنجليزية: Adam Driver)‏ مواليد 19 نوفمبر 1983 في سان دييغو، هو ممثل أمريكي بدأ مسيرته الفنية عام 2010. ظهر في مسرح برودواي في مسرحية مهنة السيدة وارن في سنة 2010. ظهر لاحقا في أدوار مساعدة في أفلام مثل لينكون، فرانسيس ها وداخل لوين ديفيس. فاز بجائزة «كأس فولبي» التي تمنح لأفضل ممثل في مهرجان البندقية السينمائي عن دوره في فيلم قلوب جائعة. كما حصل على عدة ترشيحات عن دوره في مسلسل فتيات الذي عرض على هوم بوكس أوفيس. حصل على الشهرة العالمية بتأدية دور شخصية كايلو رين في فيلم حرب النجوم: القوة تنهض سنة 2015.

## النشأة والتعليم
ولد في 19 نوفمبر 1983  في مدينة سان دييغو الساحلية في ولاية كاليفورنيا. درس في مدرسة جوليارد. والده جو دوغلاس درايفر وعائلته من أركنساس ووالدته نانسي وعائلتها من إنديانا. بعد طلاق والديه انتقل مع والدته إلى مسقط رأسها ميشاواكا في إنديانا عندما كان في السابعة من عمره حيث نشأ هناك.

## الحياة المهنية

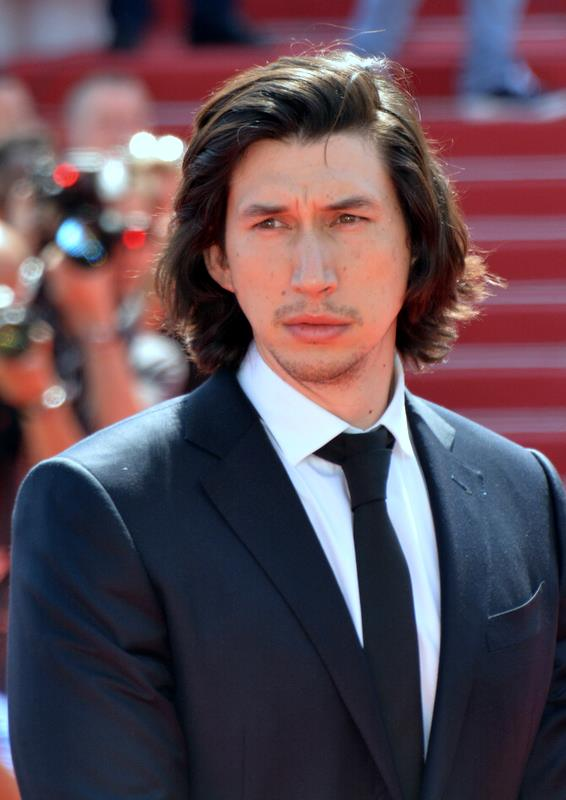
ادم درايفر في مهرجان كان السينمائي للافلام، عام ٢٠١٦.

### النجاح العام (منذ عام 2015 حتى الآن)
أدى درايفر في أوائل عام 2014 دور الشرير كايلو رين في فيلم ستار وورز: ذا فورس أوايكنز (حرب النجوم: القوة تنهض) (2015). صدر الفيلم في 18 ديسمبر عام 2015 لتحقيق نجاح تجاري ونقدي. أعاد تمثيل الدور في جزء ستار وورز: ذا لاست جيداي (حرب النجوم: الجيداي الأخير) (2017) وستار وورز: ذا رايز أوف سكايووكر (حرب النجوم: الحلقة التاسعة) (2019). قوبل أدائه باستحسان شديد، وأُثني على شخصيته بأنها الأفضل في السلسلة. كتب ديفيد إدلستاين من مجلة فولتشور: «إن جوهر جزء ذا لاست جيداي (الجيداي الأخير) من هذه الثلاثية برمتها، هو شخصية الشرير كايلو رين التي أداها درايفر الذي يُعد أكثر وحش بشري روعة في السينما». أبرز بيتر برادشو من صحيفة ذا غارديان أداء درايفر في مراجعته لجزء ذا فورس أوايكنز (القوة تنهض) واصفًا إياه بأنه «قاس للغاية، وحاقد ومتقلب المزاج، وملائم للغاية لاحتقار شخصية كايلو رين لضعف أعدائه وتسامحهم».
لعب درايفر في عام 2016 دورًا مساعدًا في فيلم الخيال العلمي ميدنايت سبيشل (مفاجأة منتصف الليل) للمخرج جيف نيكولز، والذي صدر في 18 مارس عام 2016. شارك أيضًا في بطولة فيلم سايلنس (صمت) (2016) الدرامي التاريخي للمخرج مارتن سكورسيزي بدور الأب فرانشيسكو غاروبي، كاهن يسوعي برتغالي في القرن السابع عشر، إلى جانب أندرو غارفيلد وليام نيسون. خسر درايفر 50 رطلًا تقريبًا من وزنه استعدادًا لهذا الدور. كان الفيلم الدرامي باترسون من إخراج جيم جارموش آخر فيلم لدرايفر في عام 2016، إذ لعب دور البطولة وهو سائق حافلة يكتب الشعر. عُرض الفيلم لأول مرة في مهرجان كان السينمائي وصدر في 28 ديسمبر عام 2016. نال أداء درايفر الاستحسان وحصل على ترشيحات متعددة لأفضل ممثل من جمعيات النقاد وفاز بالعديد منها، بما في ذلك جائزة جمعية نقاد السينما في لوس أنجلوس لأفضل ممثل. كتب بيتر ترافرز من مجلة رولينغ ستون «إن تمثيل درايفر المؤثر لن يُنسى، فبالكاد يمكنك أن تعرف بأنه تمثيلًا». أُدرج فيلم باترسون في قوائم النقاد للأفلام العشرة الأوائل لأفضل أفلام عام 2016.
لعب درايفر في عام 2017 دور شخصية راندي في فيلم ذا مايرويتز ستوري للمخرج نواه باومباخ، ويمثل هذا الفيلم ثالث ظهور لدرايفر في أفلام باومباخ. عُرض الفيلم لأول مرة في مهرجان كان السينمائي وصدر في 13 أكتوبر عام 2017 على شبكة نتفليكس. صور شخصية كلايد، وهو من المحاربين القدامى في حرب العراق، في فيلم لوغان لاكي للمخرج ستيفن سودربرغ وصدر في 18 أغسطس عام 2017. لعب درايفر دور فيليب «فليب» زيمرمان في عام 2018، وهو محقق يهودي في الشرطة يساعد في التسلل إلى منظمات كو كلوكس كلان في فيلم الدراما الكوميدية بلاكككلنزمن للمخرج سبايك لي. عُرض الفيلم لأول مرة في مهرجان كان السينمائي وصدر في العاشر من أغسطس. نال استحسان النقاد لأدائه في الفيلم ورُشِّح لجائزة الأوسكار لأفضل ممثل مساعد وجائزة غولدن غلوب لأفضل ممثل مساعد. أدى درايفر دور البطولة بشخصية توبي غريسوني القيادية في فيلم الكوميديا والمغامرة ذا مان هو كيلد دون كيخوتي للمخرج تيري غيليام، والذي ظهر للمرة الأولى في مهرجان كان السينمائي.
لعب درايفر في أوائل عام 2019 دور دانييل جونز في الدراما السياسية ذا ريبورت للمخرج سكوت زيد. بورنس، والذي عُرض لأول مرة في مهرجان صاندانس السينمائي في يوتا. عاد إلى برودواي للعب شخصية بايل ضد الممثلة الأمريكية كيري رسل في إنتاج ميشيل ماير لمسرحية لانفورد ويلسون بعنوان بورن، ونال الاستحسان لأدائه العظيم وترشح لجائزة توني لأفضل ممثل في مسرحية. كان جزءًا من مجموعة الممثلين في فيلم الزومبي الكوميدي ذا ديد دونت داي للمخرج جيم جارموش الذي صدر في 14 يونيو عام 2019. شارك في وقت لاحق في البطولة مع سكارليت جوهانسون في فيلم ماريج ستوري (قصة زواج) للمخرج نواه باومباخ، والذي عُرض لأول مرة في مهرجان البندقية السينمائي. أشار الناقد جون فروش عند مراجعة الفيلم في موقع ذا هوليوود ريبورتر بأن درايفر «يقدم صورة غنية ومظللة ببراعة» لرجل يمر بحالة طلاق. حصل على ترشيح لجائزة الأوسكار لأفضل ممثل.

## الأعمال

### أفلام
- باترسون
- جيه إدغار
- لينكون
- فرانسيس ها
- داخل لوين ديفيس
- ماذا لو
- حرب النجوم: القوة تنهض
- ميغالوبوليس

### مسلسلات
- القانون والنظام: الوحدة الخاصة للضحايا
- فتيات
- أنت لا تعرف جاك
- عائلة سيمبسون
- ساترداي نايت لايف

### مسرحيات
- انظر للوراء بغضب

## وصلات خارجية
- آدم درايفر على موقع IMDb (الإنجليزية)
- آدم درايفر على موقع روتن توميتوز (الإنجليزية)
- آدم درايفر على موقع مونزينجر (الألمانية)
- آدم درايفر على موقع قاعدة بيانات الأفلام العربية
- آدم درايفر على موقع ألو سيني (الفرنسية)
- آدم درايفر على موقع ميوزك برينز (الإنجليزية)
- آدم درايفر على موقع تيرنر كلاسيك موفيز (الإنجليزية)
- آدم درايفر على موقع أول موفي (الإنجليزية)
- آدم درايفر على موقع بوكس أوفيس موجو (الإنجليزية)
- آدم درايفر على موقع قاعدة بيانات برودواي على الإنترنت (الإنجليزية)